# Masai Mara
Masai Mara, soms ook gespeld als Maasai Mara en lokaal bekend als The Mara, is een groot nationaal wildreservaat in Narok, Kenia, dat grenst aan  het Serengeti Nationaal Park in Tanzania. Het reservaat is vernoemd naar het Masaivolk, de oorspronkelijke bewoners van het gebied, die vanuit het Nijlbekken naar het gebied migreerden. Hun beschrijving van het gebied van veraf: "Mara" betekent "gevlekt" in de lokale Maasai-taal, vanwege de korte struikachtige bomen die het landschap bedekken.
Maasai Mara is een van de belangrijkste natuur- en wildernisgebieden in Afrika, met populaties van leeuw, luipaard, jachtluipaard en savanneolifant. Het herbergt ook de Grote Migratie, die het heeft verzekerd als een van de zeven natuurlijke wonderen van Afrika.
Het grotere Mara-ecosysteem omvat gebieden zoals het Maasai Mara Nationaal Reservaat, de Mara Triangle, verschillende Maasai-groepsranches en de Maasai Mara conservancies.

## Geschiedenis
Toen de Maasai Mara oorspronkelijk in 1961 werd opgericht als een wildreservaat, besloeg het slechts 520 km² van het huidige gebied, inclusief de Mara-driehoek. Het gebied werd in 1961 uitgebreid naar het oosten om 1821 km² te bestrijken en werd omgezet in een wildreservaat. Het bestuur van Narok County nam het beheer van het reservaat over. Een deel van het reservaat kreeg in 1974 de status van nationaal reservaat, en een gebied van 159 km² werd teruggegeven aan de lokale gemeenschappen. In 1976 werd nog eens 162 km² van het reservaat verwijderd en in 1984 werd het park verkleind tot 1510 km².
De Maasai vormen een gemeenschap die zich uitstrekt over noordelijk, centraal en zuidelijk Kenia en noordelijke delen van Tanzania. De Maasai zijn afhankelijk van hun land om hun vee, zichzelf en hun families te onderhouden. Vóór de oprichting van het reservaat werden de Maasai gedwongen hun oorspronkelijke land te verlaten. Dit werd deels veroorzaakt door pokkenuitbraken onder de mensen en runderpestuitbraken onder het vee.
Traditie blijft een grote rol spelen in het leven van de hedendaagse Maasai, die bekend staan om hun lange gestalte, patroon shukas en kralenwerk. In 2008 werd geschat dat ongeveer een half miljoen mensen de Maasai-taal Maa spraken. Dit aantal omvat niet alleen de Maasai, maar ook Samburu- en il-Camus-volkeren in Kenia.

## Geografie

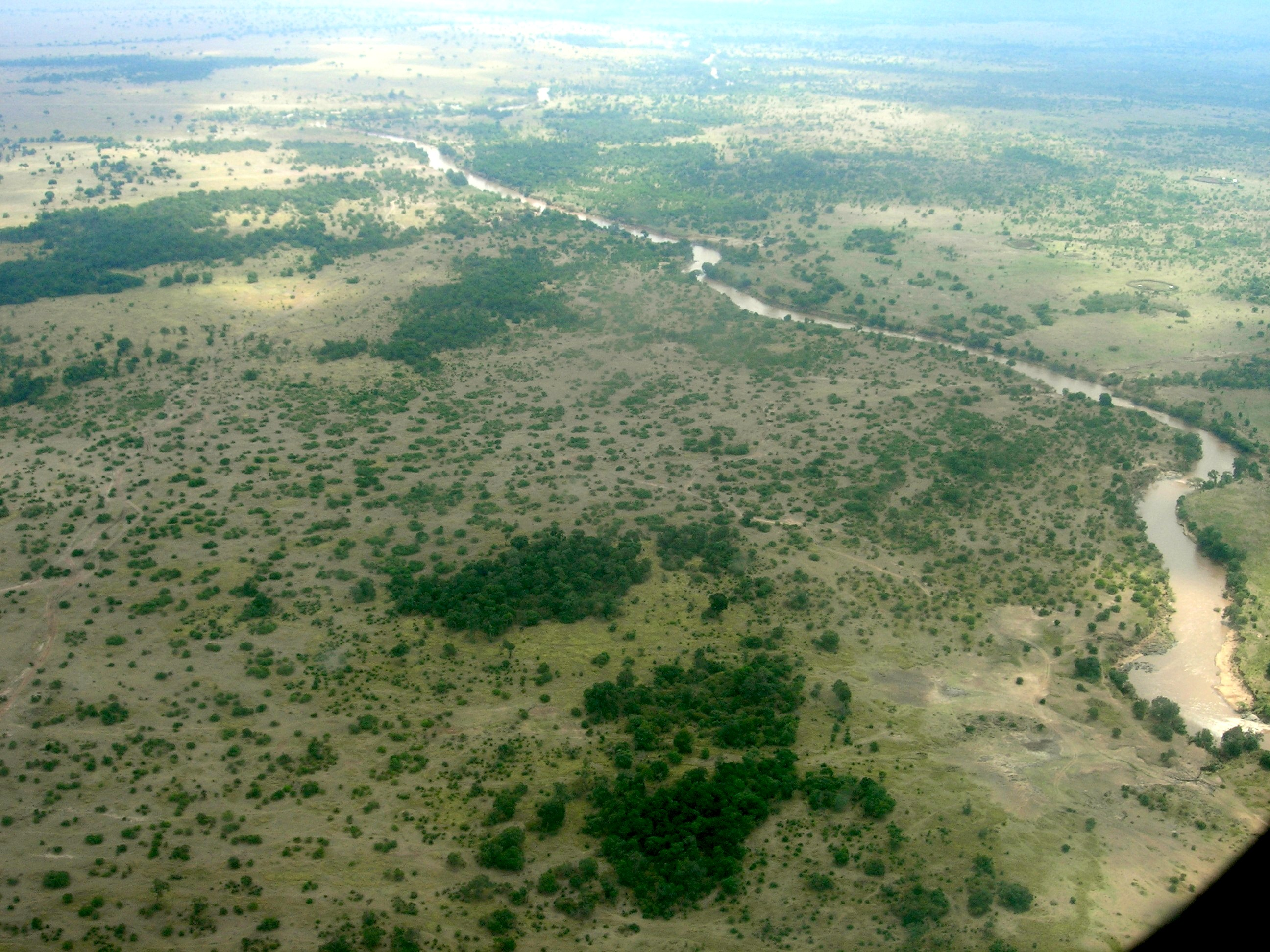
Uitzicht op Mara-rivier

Het totale gebied onder bescherming in het grotere Maasai Mara-ecosysteem bedraagt bijna 1510 km².
Het is het noordelijkste deel van het Mara-Serengeti ecosysteem, dat ongeveer 25.000 hectare in Tanzania en Kenia beslaat. De Maasai veehouderijen liggen in het noorden, oosten en westen. In het zuiden ligt het Serengeti Park, de Siria/Oloololo helling ligt in het westen. De Mara, samen met zijn zijrivieren de Sand en Talek, zijn de belangrijkste rivieren die het reservaat afwateren. Struiken en bomen strekken zich uit langs de meeste afwateringslijnen en bedekken de heuvels. Het reservaat ligt op hoogten van 1500 tot 2180 meter.
Het terrein van het reservaat bestaat voornamelijk uit open grasland met seizoensgebonden rivierbeddingen. In het zuidoosten zijn er bosjes van de kenmerkende acaciaboom. De westelijke grens is de Esoit (Siria) helling van de Oost-Afrikaanse slenk, een systeem van riftvalleien van ongeveer 5600 km lang, vanaf de Rode Zee bij Ethiopië door Kenia, Tanzania, Malawi en tot in Mozambique. De populatie wilde dieren is hier vaak het meest geconcentreerd omdat de drassige bodem betekent dat toegang tot water altijd goed is, terwijl verstoring door toeristen minimaal is. De oostelijkste grens ligt op 224 km van Nairobi, en daarom worden de oostelijke regio's het meest bezocht door toeristen.
Het heeft een steppeklimaat met twee regenseizoenen. De 'lange regens' duren ongeveer zes tot acht weken in april en mei, en de 'korte regens', in november en december, duren ongeveer vier weken. Er is een aanzienlijke regenvalgradiënt: ongeveer 800 mm/jaar in het oosten tot 1200 mm/jaar in het westen. Gemiddeld valt er 83 mm/maand en de temperatuur verschilt van 12 tot 30 graden Celcius.

## Wildlife
Blauwe gnoes zijn de dominante bewoners van de Maasai Mara. Rond juli van elk jaar migreren deze dieren naar het noorden vanuit de Serengeti-vlaktes op zoek naar vers grasland, en keren rond oktober terug naar het zuiden. De Grote Migratie is een van de meest indrukwekkende natuurverschijnselen wereldwijd. Het betreft zo'n 1.300.000 blauwe gnoes, 500.000 thomsongazelles, 97.000 topi's, 18.000 elandantilopes, en 200.000 Grantzebra's.
Alle leden van de "Big Five" – leeuw, Afrikaans luipaard, savanneolifant, kafferbuffel, zwarte en witte neushoorn – komen het hele jaar door voor in het reservaat.
De Maasai Mara is het enige beschermde gebied in Kenia met een inheemse populatie zwarte neushoorns die niet door verplaatsingen is beïnvloed. Vanwege de grootte kan de Mara een van de grootste populaties in Afrika ondersteunen. De populatie zwarte neushoorns was vrij talrijk tot 1960, maar werd zwaar gedecimeerd door stroperij in de jaren 70 en begin jaren 80, met een dieptepunt van 15 individuen. De aantallen zijn langzaam aan het toenemen, maar de populatie bedroeg in 1999 naar schatting slechts 23. De Mara Conservancy, een van de beheerders van het reservaat, meldde 120 zwarte neushoorns in 1971 en 18 in 1984. In 2001, toen zij het beheer overnamen, claimden ze één zwarte neushoorn en een stabiele populatie van 25-30 in 2023.
Nijlpaarden en Nijlkrokodillen komen in grote groepen voor in de rivieren Mara en Talek. De vlaktes tussen de Mara-rivier en de Esoit Siria Escarpment zijn waarschijnlijk het beste gebied voor wildobservatie, met name voor leeuwen en jachtluipaarden.
Grote carnivoren komen voor in het reservaat. Leeuwen zijn het meest dominant en komen hier in grote aantallen voor. Gevlekte hyena's zijn een andere overvloedige carnivoor en zullen vaak met leeuwen concurreren om voedsel. Luipaarden worden overal in het reservaat gevonden waar bomen zijn waarin ze kunnen ontsnappen. Oost-Afrikaanse jachtluipaarden komen ook in grote aantallen voor op de open savanne, waar ze jagen op gazellen en gnoes. Afrikaanse wilde honden zijn hier vrij zeldzaam vanwege de wijdverspreide overdracht van ziektes zoals hondenziekte en de zware concurrentie met leeuwen, die vaak hun populaties vernietigen. Hun roedels trekken ook over lange afstanden door de vlaktes, waardoor ze moeilijk te volgen zijn. Kleinere carnivoren die niet direct met hen concurreren, zijn onder andere Afrikaanse wolven, zadeljakhalzen, witnekwezels, caracals, servals, honingdassen, aardwolven, Afrikaanse wilde katten, gestreepte jakhalzen, grootoorvossen, gestreepte bunzings, Afrikaanse civetkatten, genetten, verschillende soorten mangoesten en kaapse otters. 
Antilopen kunnen worden gevonden, waaronder Grantgazelles, impala's, duikers en Coke's Hartenbeesten. De vlaktes zijn ook de thuisbasis van de kenmerkende Masaigiraffe. De grote roanantilope en de nachtactieve grootoorvos, die zeldzaam is in andere delen van Kenia, kunnen binnen de grenzen van het reservaat worden gezien.
Het gebied is door BirdLife International aangewezen als een Important Bird Area. Meer dan 500 vogelsoorten zijn in het park geïdentificeerd, waarvan vele trekvogels, met bijna 60 soorten roofvogels. Het is een belangrijk gebied voor bedreigde vogels die dit gebied gedurende ten minste een deel van het jaar bewonen. Deze omvatten: gieren, maraboes, secretarisvogels, neushoornvogels, kroonkraanvogels, struisvogels, Afrikaanse zwarte kuifarenden, Afrikaanse dwergvalken en de nationale vogel van Kenia, de vorkstaartscharrelaar. De vechtarend leeft ook in het park, maar is bedreigd. 

## Onderzoek
Het Maasai Mara is een belangrijk onderzoekscentrum voor de gevlekte hyena. Met twee veldkantoren in de Mara, bestudeert het op de Michigan State University gebaseerde Kay E. Holekamp Lab het gedrag en de fysiologie van deze roofdieren, evenals vergelijkende studies tussen grote roofdieren in de Mara-driehoek en hun tegenhangers in het oostelijke deel van de Mara.
Een stroombeoordeling en grensoverschrijdend rivierbekkenbeheerplan tussen Kenia en Tanzania is voltooid voor de rivier om het ecosysteem en de basisbehoeften van 1 miljoen mensen die afhankelijk zijn van het water te ondersteunen.
Het Mara Predator Project is ook actief in de Maasai Mara en houdt zich bezig met het catalogiseren en monitoren van leeuwenpopulaties in de regio. Het project richt zich op de noordelijke reservaten waar gemeenschappen samenleven met wilde dieren. Het doel is om populatietrends te identificeren en te reageren op veranderingen in landbeheer, menselijke nederzettingen, vee-verplaatsingen en toerisme.
Sinds oktober 2012 werkt het Mara-Meru Cheetah Project in de Mara met het monitoren van de jachtluipaardpopulatie, het schatten van de populatiestatus en -dynamiek, en het evalueren van de invloed van roofdieren en menselijke activiteiten op het gedrag en overleven van jachtluipaarden. Het hoofd van het project, Elena Chelysheva, werkte in 2001–2002 als Assistent-Onderzoeker bij de Kenya Wildlife Service (KWS) Maasai-Mara Cheetah Conservation Project. Destijds ontwikkelde ze een originele methode voor jachtluipaardidentificatie op basis van visuele analyse van de unieke vlekkenpatronen op de voorpoten (van tenen tot schouders) en achterpoten (van tenen tot heup), en vlekken en ringen op de staart. Fotogegevens die door de jaren heen zijn verzameld, stellen het projectteam in staat om verwantschappen tussen generaties te traceren en een stamboom van de Marajachtluipaarden op te bouwen. De verzamelde gegevens helpen bij het onthullen van ouderlijke relaties tussen individuen, de overlevingskans van welpen, de levensduur van jachtluipaarden en hun persoonlijke voortplantingsgeschiedenis.
De veerkracht van het wildparkmodel en de impact van de COVID-pandemie zijn ook geëvalueerd, waarbij rekening wordt gehouden met kwesties van gelijkheid en milieubewustzijn

## Big Cat Diary
Het BBC-televisieprogramma getiteld "Big Cat Diary" werd gefilmd in het Maasai Mara-reservaat. Het programma volgde de levens van de grote katachtigen die in het reservaat leven. De show belichtte scènes uit het Musiara-moeras, de Leopard Gorge, de Fig Tree Ridge-gebieden en de Mara-rivier, die de Serengeti en het Maasai Mara-reservaat scheidt.

## Fotografiecompetitie
In 2018 lanceerde de Angama Foundation, een non-profitorganisatie gelieerd aan Angama Mara, een van de luxe safarikampen in de Mara, de competitie "Greatest Maasai Mara Photographer of the Year". Deze wedstrijd toonde de Mara als een bestemming het hele jaar door en zamelde geld in voor natuurbeschermingsinitiatieven die actief zijn in de Mara. De competitie duurde zes jaar en eindigde in 2023. De eerste winnaar was de Britse fotograaf Anup Shah. De winnaar van 2019 was Lee-Anne Robertson uit Zuid-Afrika. Paolo Torchio won in 2020, Harry Collins in 2021, Preeti en Prashant Chacko in 2022, en Shravan Rao in 2023.

## Bedreigingen
Tussen 1989 en 2003 werden hoefdieren maandelijks gemonitord in de Maasai Mara; uit het onderzoek bleek een afname van giraffen met 75%, van knobbelzwijnen met 80%, van hartebeesten met 76%, en van impala's met 67%. Dit werd toegeschreven aan het toegenomen aantal vee dat in het park graast en een toename van stroperij.
De groei van de lokale bevolking in de gebieden rondom het reservaat heeft geleid tot de oprichting van natuurbeschermingsorganisaties zoals het Mara Elephant Project. Dit project heeft als doel het bevorderen van een vreedzaam en welvarend samenleven van mensen en wilde dieren. Volgens het project vormt het mens-dierconflict een van de grootste bedreigingen voor het reservaat, aangezien de bevolking blijft groeien. Het toerisme is exponentieel toegenomen. In de late jaren '70 waren er minder dan 10 lodges in het gebied. Na het einde van het moratorium groeide het aantal faciliteiten tot 140 in 2008, en bijna 200 in 2016.
De bevolkingsgroei zorgt voor een vraag naar land en hulpbronnen, wat leidt tot ongeplande infrastructuurgroei. De zwakke geldelijke economie creëert de behoefte om de omliggende boerderijen verder onder te verdelen. Deze nieuwe eigenaren hebben een deel van het land omgezet van traditionele graasgebieden, wat een negatief effect heeft op de migratie van wilde dieren. Een toename van omheiningen verergert de beperkingen op de vrije beweging van migratie, en de graasmogelijkheden worden verminderd.
De Mara Conservancy moedigt natuurbeschermingsinspanningen in het reservaat aan en heeft sinds hun beheer meerdere doelen bereikt. Volgens hun website hebben ze vanaf 2022 4.500 stropers gearresteerd, 100.000 honden gevaccineerd tegen hondsdolheid en distemper, de toegangswegen verbeterd, en veiligheid geboden aan de lokale gemeenschap en toeristische faciliteiten.